# 圣巴尔多禄茂堂 (威尼斯)
圣巴尔多禄茂堂（Chiesa di San Bartolomeo）是一座罗马天主教教堂，位于意大利威尼斯圣马可区，靠近里亚尔托桥。
该堂创建于830年。1170年修复后成为威尼斯德国商人的教堂，他们的总部设在附近的德国商馆。钟楼建于1747-1754年。
堂内曾有阿尔布雷希特·丢勒的名画，现在别处保存

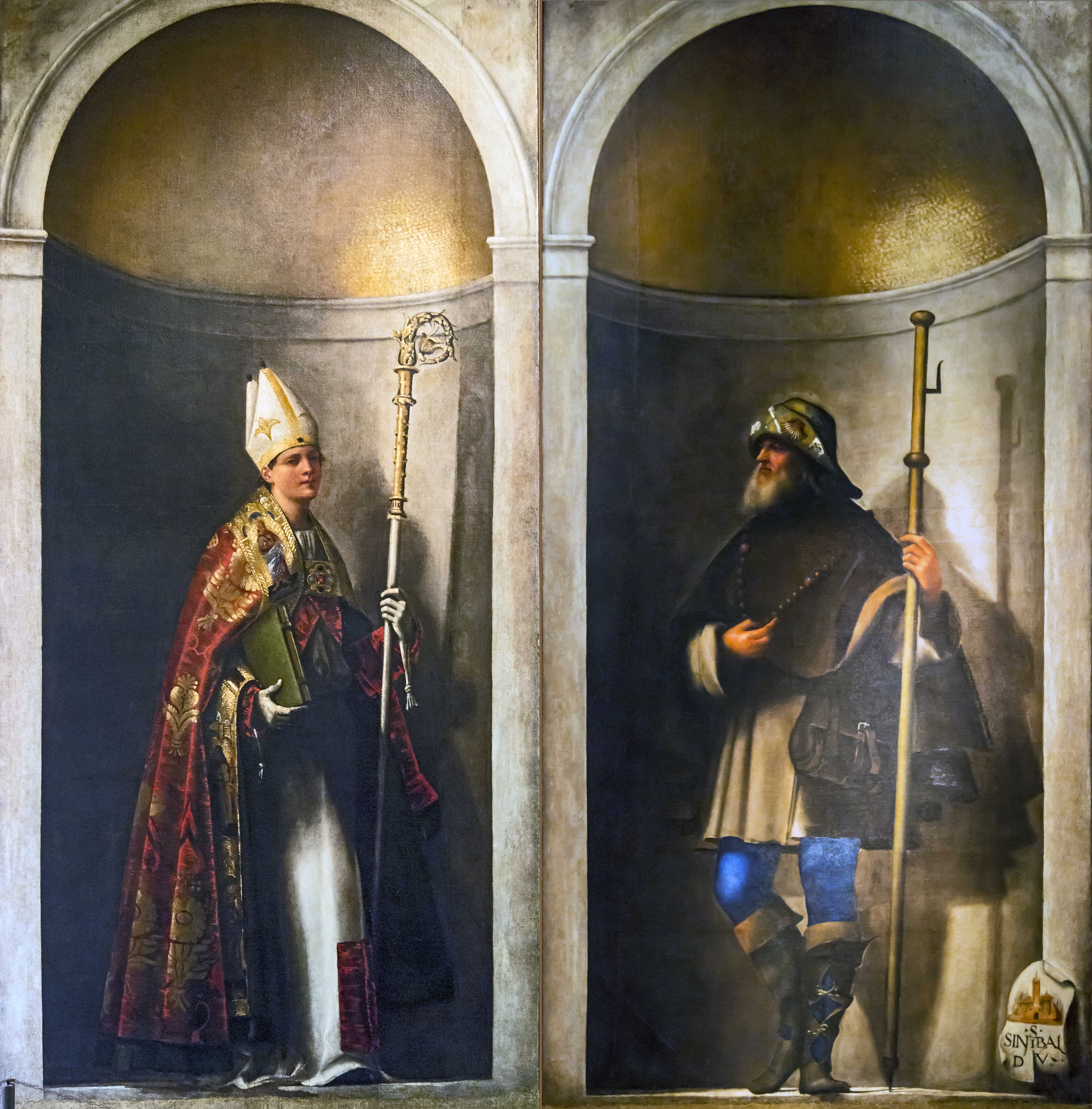
門打開 學院美術館 (威尼斯)
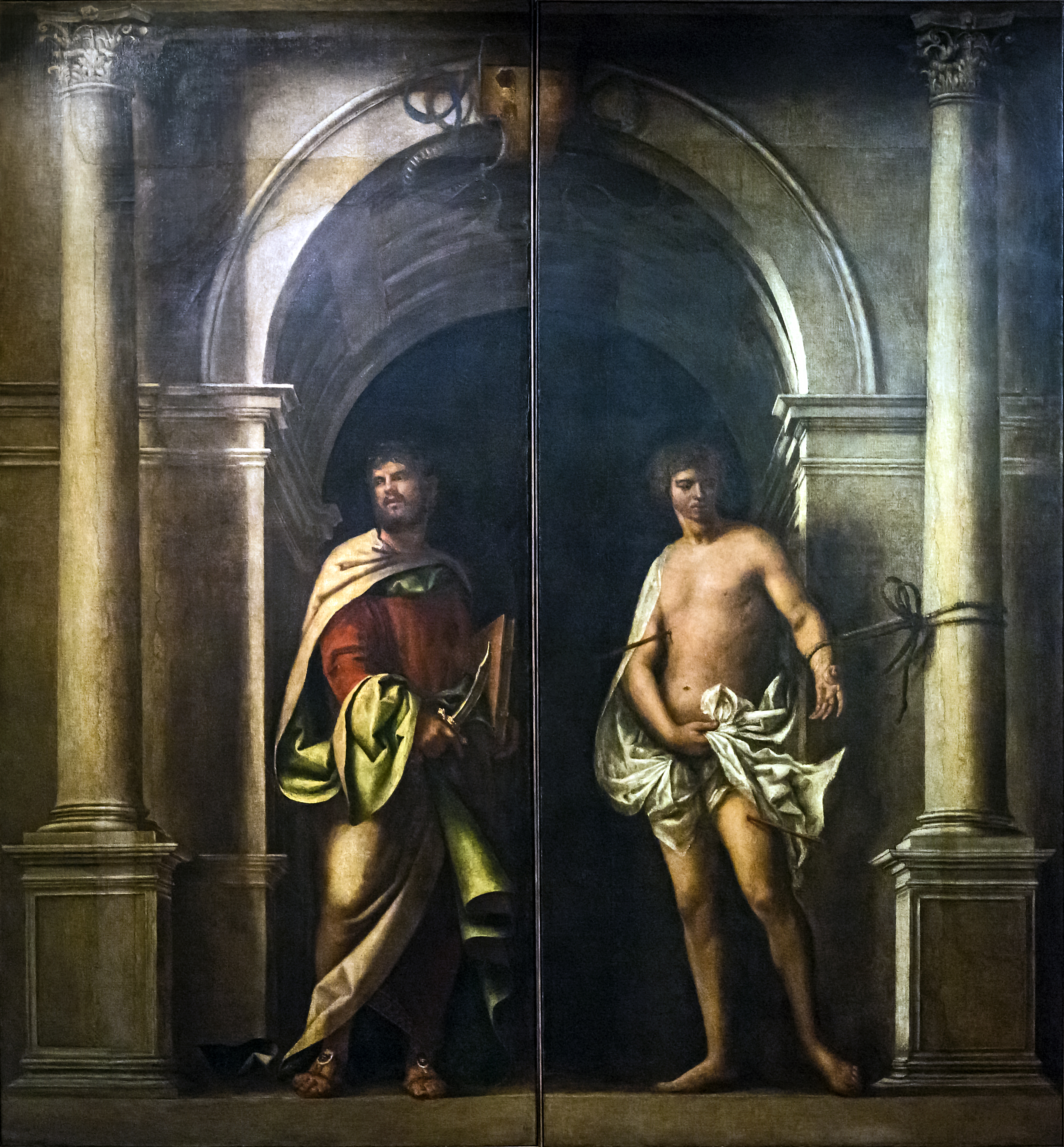
門關閉 學院美術館 (威尼斯)